# Cornelius Nepos
Cornelius Nepos (Pavia, ca. 100 v.Chr. - na 28 v.Chr.) was een Romeins schrijver uit de 1e eeuw v.Chr.

## Biografie
Gedurende het grootste deel van zijn leven verbleef hij te Rome, waar hij bevriend raakte met Catullus en Atticus. Ook was hij bekend met Marcus Tullius Cicero, zonder dat het blijkbaar tot een hechte vriendschapsband tussen beiden is gekomen. Nepos vermeed het openbare leven en ging volledig op in zijn literaire arbeid.

## Werken
Als historicus was hij de auteur van de Chronica, een chronologisch opgevatte wereldgeschiedenis waarover Catullus zich lovend heeft uitgelaten. De Chronica ging echter verloren. 
Zijn bekendste werk is De viris illustribus, een omvangrijke verzameling biografieën van beroemde mannen (vorsten en politici, legeraanvoerders, dichters enz.) uit de Romeinse en niet-Romeinse (vooral Griekse) geschiedenis. Van het werk is enkel het deel over niet-Romeinse bevelhebbers bewaard gebleven, alsook de biografie van zijn vriend Atticus en van Cato de Oude.

## Literaire betekenis
Nepos was geen "geleerd" noch creatief historicus. Vele onjuistheden en zelfs flagrante vergissingen zijn in zijn werk geslopen. Zijn enige bedoeling was een grote lezerskring een aangename vorm van lectuur te bezorgen. Zijn pretentieloze biografieën zijn, afgezien van die van Atticus, van geringe historische waarde, maar niettemin behoorden zij lange tijd tot de meest gebruikte schoollectuur.

## Nederlandse vertalingen
Vertalingen van Nepos verschenen te Leiden (1601), Leeuwarden (1686), Amsterdam (1797) en Gent (1893). Er bestaan twee moderne vertalingen:
- Macht en moraal. Nagelaten werk, vertaling door Diederik Burgersdijk, Athenaeum - Polak & Van Gennep, 2020. ISBN 9789025310738 (tweetalig Latijn-Nederlands)
- Beroemde mannen, vert. L. Maréchal, Antwerpen, De Nederlandsche Boekhandel, 1974. ISBN 9789028999602 (zonder de fragmenten)